# Passau
Passau grad je u njemačkoj saveznoj pokrajini Bavarskoj. Nalazi na granici s Austrijom. Passau je poznat kao grad triju rijeka (njemački: Dreiflüssestadt) nalazi se na rijeci Dunav, ušću rijeka Inna i Ilza. Ima oko 50.000 stanovnika.
Stara gradska jezgra se nalazi na rtu između ušća Inna i Dunava.
U gradu se nalazi sveučilište na kojim studira oko 11.300 studenata.
Od 2021. godine u Passau postoji počasni konzulat Republike Hrvatske.

## Gradovi partneri
- Akita, Japan, 1984.
- Cagnes-sur-Mer, Francuska, 1973.
- České Budějovice, Češka, 1993.
- Dumfries, Škotska, UK, 1957.
- Hackensack, New York, SAD, 1952.
- Krems an der Donau, Austrija, 1974.
- Liuzhou, Kina, 1999.
- Malaga, Španjolska, 1987.
- Montecchio Maggiore, Italija, 2003.
- Vesprim, Mađarska, 1999.

## Vanjske poveznice
- Grad Passau
- Muzeji u Passau
- Passau-Wiki  Arhivirana inačica izvorne stranice od 29. rujna 2013. (Wayback Machine)